# Natas
Para el grupo de rock argentino, véase Los Natas
Natas (Nation Ahead of Time and Space) es un grupo de hip hop estadounidense, proveniente de Detroit, Míchigan. Lo conforman Esham, TNT, y Mastamind. Natas, interpreta un estilo autodenominado acid rap, conocido por su lírica oscura y violenta, y bases de rock y metal. El grupo, se formó cuando Esham reunió a Mastamind, estudiante de Osborne High School, quien le dio una demo de sus tres canciones, llevando a los dos para formar el grupo con el antiguo amigo de Esham, TNT. Denominaron al grupo Natas como un símbolo de la disposición en el tiempo de estos, llevándolos a lanzar su álbum debut, Life After Death en 1992, en la discográfica de Esham Reel Life Productions.

## Estilo
Natas refiere a su estilo de acid rap, aunque gran parte parece tener también una gran influencia de: midwest rap,  horrorcore, rap rock, y rap metal.
Entre las principales influencias del grupo, se pueden nombrar a: Run-D.M.C., Anthrax, Black Sabbath, George Clinton, y N.W.A.

## Discografía
- 1992 - Life After Death
- 1994 - Blaz4me
- 1995 - Doubelievengod
- 1997 - Multikillionaire: The Devil's Contract
- 1999 - Wicket World Wide
- 2002 - Godlike
- 2006 - N of tha World
- 2009 - HYPOCRISY